# Manfred Bues
Manfred Hans Emil Paul Bues (ur. 5 sierpnia 1913 w Greifswald, zm. 4 września 2012 w Kaiserslautern) – niemiecki lekkoatleta, sprinter, mistrz Europy.
Zdobył złoty medal w sztafecie 4 × 400 metrów na mistrzostwach Europy w 1938 w Paryżu (sztafeta biegła w składzie: Hermann Blazejezak, Bues, Erich Linnhoff i Rudolf Harbig).
Zdobył wicemistrzostwo Niemiec w biegu na 400 metrów w 1936.
Podczas II wojny światowej spędził pięć lat w obozie jenieckim w Związku Radzieckim. Po wojnie pracował jako nauczyciel w Kaiserslautern. Był współautorem książki Leichtathletischer Mehrkampf bei den Bundes-Jugendspielen wydanej w 1958.